# カイザー・カール6世 (装甲巡洋艦)
| 写真はカイザー・カール6世 | |
| 艦歴                      | |
| 発注                      | STT（スタビリメント・テクニコ・トリエスティノ）社サン・マルコ造船所（トリエステ） |
| 起工                      | 1896年2月1日 |
| 進水                      | 1898年8月4日 |
| 就役                      | 1900年5月23日 |
| 退役                      | |
| その後                    | 1922年解体処分 |
| 除籍                      | 1920年 |
| 前級                      | カイゼリン・ウント・ケーニギン・マリア・テレジア |
| 次級                      | ザンクト・ゲオルク |
| 性能諸元                  | |
| 排水量                    | 常備：6,166トン 満載：6,970トン |
| 全長                      | 117.9m -m（水線長） |
| 全幅                      | 17.27m |
| 吃水                      | 6.26（常備） 6.5m（満載） |
| 機関                      | ヤーロー式石炭専焼缶16基 ＋三段膨張式四気筒レシプロ機関2基2軸推進 |
| 最大出力                  | 12,000hp |
| 最大速力                  | 20.8ノット |
| 航続距離                  | |
| 乗員                      | 570名 |
| 兵装                      | クルップ C/94 24cm（40口径）単装砲2基 クルップ C/86 15cm（40口径）単装砲8基 スコダ SFK 4.7cm（44口径）単装速射砲16基 ホチキス SFK 4.7cm（33口径）単装速射砲2基 シュコダ 7cm（17口径）単装野砲2基 45cm水中魚雷発射管単装2基 |
| 装甲                      | 舷側：170mm 甲板：60mm 主砲塔：200mm（前盾） バーベット部：200mm 副砲ケースメイト部：80mm 司令塔：200mm |

カイザー・カール6世 (Panzerkreuzer der Kaiser Karl VI) は、オーストリア＝ハンガリー帝国海軍の装甲巡洋艦。第一次世界大戦前に竣工させた2番目の装甲巡洋艦であり、同型艦は無い。艦名は神聖ローマ皇帝カール6世に因む。

## 概要
本艦は、フランス海軍が装甲巡洋艦「デュピュイ・ド・ローム」を就役させたことから、その影響を受けて同等のコンセプトで建造された艦である。

## 艦形

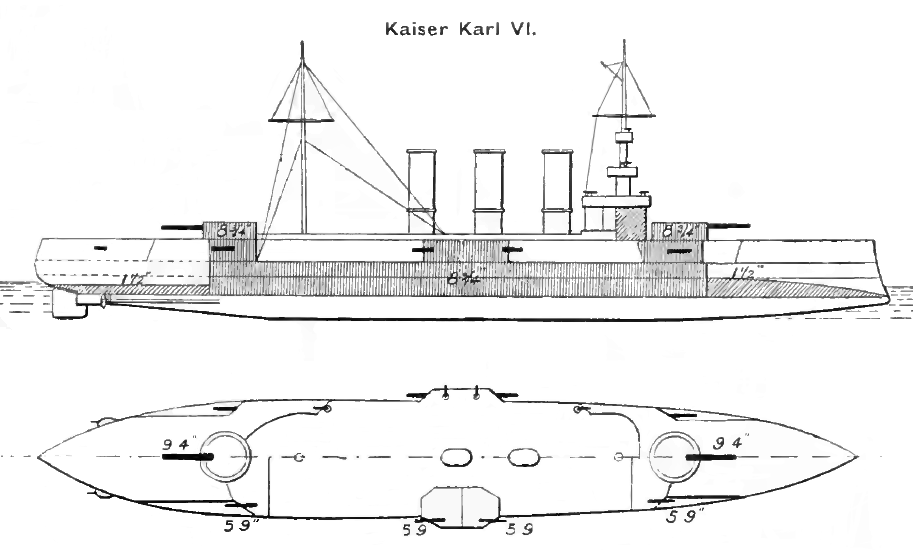
竣工当時の「カイザー・カール6世」の武装配置を示した図。

波の穏やかなアドリア海での運用が主であることから、船体形状は乾舷の比較的低い平甲板型船体とした。艦首水線下には衝角（ラム）を有している。
艦上には、前後甲板に24cm単装主砲各1基を置き、艦中央部に艦橋、単脚式の前後檣・3本煙突を配置した前後シンメトリーに近い配置形態とした。中央部の煙突周囲は端艇甲板となっている。
15cm副砲は、前級と同様に単装砲架で装備された。配置は前後の主砲塔部分舷側のケースメイト（砲郭）部に各1基、船体中央部端艇甲板下の張り出し（2箇所）に片舷2基の計8基である。搭載に当たって副砲の首尾線方向への射界を確保するため、前後の主砲塔舷側部に配置された副砲は船体の一部を切り欠いて設置し、また船体中央部の副砲は張り出しを設けて設置している。この配置により艦首尾方向に24cm砲1門、15cm砲4門が、舷側方向に24cm砲2門、15cm砲4門が指向できた。

## 兵装

### 主砲
主砲はクルップ社製C/86 24cm（35口径）砲を採用した。この砲は同時代のドイツ海軍の前弩級戦艦「カイザー・フリードリヒ3世級」や装甲巡洋艦「フュルスト・ビスマルク」の主砲にも採用されている。最大仰角は最大30度、俯角は－5度まで砲身を上下できた。旋回角度は艦首方向を零度として左右共に150度に旋回できた。重量140kgの砲弾を仰角30度で射撃した場合、最大16,900mまで届かせる事ができた。発射間隔は毎分1.5発であった。

### その他の備砲・水雷兵装
副砲もクルップ社の新設計した1898年型 15cm（40口径）速射砲で、主砲と同じく同時代のドイツ海軍の前弩級戦艦や装甲巡洋艦の副砲として広く採用されている。その性能は45.3kgの砲弾を仰角20度で13,700mまで届かせる事ができた。砲身は仰角20度から-5度の範囲で上下でき、150度の旋回角度を持っていた。発射速度は毎分4～5発である。
他に対水雷艇迎撃用にシュコダ社製4.7cm（44口径）単装速射砲を16基と、フランス・オチキス社製4.7cm（33口径）単装速射砲を2基装備した。その他に陸戦用として7cm（17口径）野砲2基を搭載した。
水雷兵装として、45cm水中魚雷発射管を単装で2基装備した。

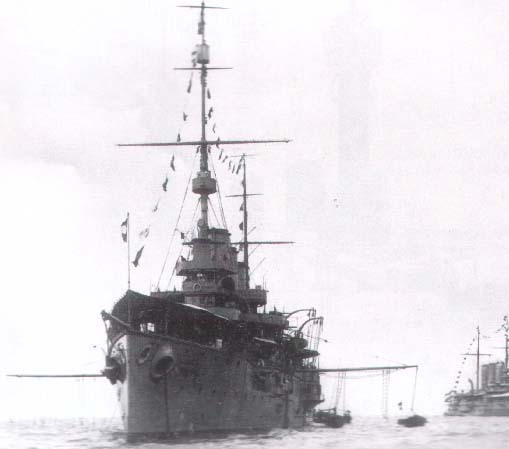
艦首方向から撮影された本艦。